# Maurice de Broglie
Louis César Victor Maurice de Broglie, 6. książę Broglie, Duc de Broglie [də ˈbʀœj] wymowaⓘ (ur. 27 kwietnia 1875 w Paryżu, zm. 14 lipca 1960 w Neuilly-sur-Seine) – francuski oficer marynarki i fizyk (głównie rentgenografia strukturalna) pochodzący z książęcej rodziny marszałków Francji, brat Louisa Victora, wnuk Alberta Victora, profesor Collège de France w Paryżu; od roku 1924 – przewodniczący Francuskiego Towarzystwa Fizycznego, od roku 1934 – członek Akademii Francuskiej.

## Życiorys
Był synem dyplomaty, Louisa Alphonsa Victora, 5. księcia de Broglie (1846–1906), i Pauline d’Armaillé (1851–1928). Miał dwie siostry (Albertine, 1876–1934; Laure Marie Pauline, 1888–1972) i dwóch braci (Phillippe, 1881–1890; Louis, 1892–1987, laureat Nagrody Nobla w dziedzinie fizyki w roku 1929).
Kształcił się początkowo w Kolegium św. Stanisława – założonej w roku 1821 elitarnej paryskiej szkole, której nazwa nawiązuje do pradziadka Ludwika XVIII, króla Stanisława Leszczyńskiego. Po jej ukończeniu wstąpił do École navale (Akademia Marynarki Wojennej), w której studiował od roku 1893. W roku 1898 otrzymał pierwszy stopień oficerski (enseigne de vaisseau).
W latach 1900–1904 służył we flocie śródziemnomorskiej, m.in. spędził dwa lata na kanonierce „Achéron” w Bizercie. Prowadził również badania fizyczne – w roku 1901 uzyskał licencié ès sciences fizyki, a w roku 1902 przedłożył Akademii Nauk pracę na temat zastosowania galwanometrii termicznej do badania „fal elektrycznych” (ondes électriques). W roku 1904 odszedł z marynarki i podjął pracę w Obserwatorium Paryskim w Meudon i Collège de France (jego nauczycielem był Paul Langevin). W roku 1908 obronił pracę doktorską na temat Recherches sur les centres électrisés de faible mobilité dans les gaz.
W latach I wojny światowej, pracował w stacji radiotelegraficznej w Saintes-Maries-de-la-Mer. Odegrał decydującą rolę w wynalezieniu urządzeń umożliwiających odbieranie sygnałów okrętów podwodnych (fr. Télégraphie sans fil, T.S.F.).

## Zakres badań
Prowadził badania z zakresu promieniowania rentgenowskiego, promieniowania gamma i fizyki molekularnej. W badaniach widma promieni rentgenowskich posługiwał się metodą obracanego kryształu. Uczestniczył w tworzeniu einsteinowskiego opisu światła jako strumienia fotonów (zob. m.in. dualizm korpuskularno-falowy, zjawisko Comptona, fale materii – fale de Broglie’a, równanie Schrödingera). Odegrał ważną rolę w pierwszych etapach rozwoju fizyki jądrowej i badań promieniowania kosmicznego.
Uczestniczył m.in. w debatach organizowanych w czasie przełomowych dla fizyki i chemii pierwszych Kongresów Solvaya, w tym w czasie pierwszego z tych Kongresów, na temat „Promieniowanie i kwanty” (m.in. spektroskopia w zakresie promieniowania X). Został on zorganizowany jesienią 1911 roku w Brukseli, wyłącznie dla wybitnych gości Ernesta Solvaya, indywidualnie zaproszonych do dyskusji; najmłodszym z zaproszonych był Albert Einstein. Maurice de Broglie jest autorem książki Les premiers congres̀ de physique Solvay et l’orientation de la physique depuis 1911.

## Publikacje
W Notable Names Database (NNDB) wyróżniono:
- 1922 – Les Rayons X,
- 1939 – Atomes Radioactivite Transmutations,

W bazie WorldCat zamieszczono ok. 427 pozycji dorobku; pierwsze z nich to:
- 1815 – Jugement doctrinal des évêques du Royaume des Pays-Bas, sur le serment prescrit par la nouvelle Constitution,
- 1819 – Réclamation respectueuse adressée à LL. MM. les Empereurs d’Autriche et de Russie et à S. M. le Roi de Prusse, relativement à l’état des affaires religieuses en Belgique,
- 1908 – Recherches sur les centres électrisés de faible mobilité dans le gaz[6],
- 1920 – Notice sommaire des travaux scientifiques de MM. de Broglie,
- 1922 – Les Rayons X,
- 1925 – X-rays,
- 1928 – Introduction à la physique des rayons X et gamma,
- 1930 – Einführung in die Physik der Röntgen- und Gamma-Strahlen,
- 1939 – Atomes Radioactivite Transmutations,
- 1939 – Atomes, radioactivité, transmutations,
- 1951 – Les premiers congres̀ de physique Solvay et l’orientation de la physique depuis 1911[9].

## Odznaczenia i wyróżnienia
Maurice de Broglie został Wielkim Oficerem Legii Honorowej. W roku 1928 otrzymał Medal Hughesa.
Był członkiem wielu towarzystw naukowych, m.in.:
- Académie de marine,
- Académie des sciences, członek od 1924, prezes od 1954,
- Académie des sciences, belles-lettres et arts de Lyon, członek honorowy od 1941,
- Académie française, członek od 1934,
- Institut de France, prezes od 1954,
- Société française de physique, sekretarz generalny.

Otrzymał doktorat honoris causa Uniwersytetu Oksfordzkiego.

## Życie prywatne
Ożenił się 12 stycznia 1904 roku z Camille Bernou de Rochetaillée (1883–1966). Mieli jedną córkę, Laure de Broglie, zmarłą w dzieciństwie (1904–1911).